# Broadway Limited
Broadway Limited is de derde aflevering van het eerste seizoen van de televisieserie Boardwalk Empire. De episode werd geregisseerd door Tim Van Patten. Boardwalk Empire werd in de Verenigde Staten voor het eerst uitgezonden op 3 oktober 2010.

## Verhaal
Nucky en vooral Jimmy zitten in de problemen wanneer er een overlevende van de overval op Arnold Rothsteins dranktransport opduikt. Nucky geeft zijn broer Eli, hoofd van de politie, de opdracht om het slachtoffer om het leven te brengen. Maar nog voor de corrupte Eli klaar is, duikt FBI-agent Van Alden op. Met een vals aanhoudingsbevel krijgt hij uiteindelijk toegang tot het slachtoffer. Hij probeert de man mee te nemen naar New York, maar zo lang houdt die het niet vol. Bij een tandarts krijgt Van Alden hem dan toch nog aan het praten. "Jimmy" is de naam die valt.
Maar Van Alden krijgt van zijn baas niet de kans om Jimmy te arresteren. Integendeel, hij krijgt het bevel om terug te keren naar zijn echtgenote. Maar voor Nucky is de maat vol. Jimmy moet vertrekken. De jongen was ooit de kroonprins van Atlantic City, maar nu verknoeit hij de ene situatie na de andere. Met de trein vertrekt hij naar Chicago. Met pijn in het hart laat hij zijn zoontje achter. Hoewel hij het niet beseft, is zijn vertrek misschien wel zijn redding. Want Rothstein heeft Lucky Luciano op pad gestuurd om hem te vermoorden.
Margaret heeft een baan gekregen in een luxueuze kledingzaak. Het is niet echt haar milieu, hetgeen des te duidelijker wordt wanneer ze geconfronteerd wordt met Nucky's veeleisende vriendin Lucy.
Nucky's vorige brouwer, Mickey Doyle, zit in de gevangenis. Daarom besluit hij voortaan samen te werken met Chalky White, de leider van de zwarte gemeenschap in Atlantic City. Maar dan blijkt dat de broers D'Alessio de borg van Doyle betaald hebben. De broers D'Alessio willen geld zien, maar Doyle schuift de schuld op anderen af. Niet veel later wordt Chalky's loopjongen ostentatief opgehangen. Een tragisch moment, maar ook de uitgelezen kans om meer geld te vragen aan Nucky. Fifty-fifty.

## Cast
- Steve Buscemi - Enoch "Nucky" Thompson
- Michael Pitt - Jimmy Darmody
- Kelly Macdonald - Margaret Schroeder
- Michael Shannon - Nelson Van Alden
- Shea Whigham - Eli Thompson
- Michael K. Williams - Chalky White
- Vincent Piazza - Lucky Luciano
- Michael Stuhlbarg - Arnold Rothstein
- Max Casella - Leo D'Alessio
- Edoardo Ballerini - Ignacious D'Alessio
- Paz de la Huerta - Lucy
- Paul Sparks - Mickey Doyle
- Aleksa Palladino - Angela Darmody
- Gretchen Mol - Gillian

## Titelverklaring
Broadway Limited is de naam van de spoorlijn tussen New York en Chicago. Wanneer hij niet meer welkom is in Atlantic City neemt Jimmy de trein naar Chicago.

## Culturele verwijzingen
- Lucky Luciano laat zich behandelen tegen gonorroe. De dokter brengt een ouderwetse katheter aan in de urethra. De behandeling is pijnlijk en bovendien vindt Luciano het erg moeilijk om openlijk over zijn medische problemen te praten.
- In de aflevering gebruikt een tandarts cocaïne als verdovingsmiddel.